# الحياة والحب والسعي وراء الرميات الحرة
الحياة والحب والسعي وراء الرميات الحرة هي رواية صدرت عام 2005 للكاتبة جانيت راليسون للأطفال والشباب. تروى من وجهات نظر متناوبة لجوزي وكامي طالبات المدرسة الثانوية وأفضل الأصدقاء، أحدهما نجمة كرة سلة والآخرى تغار من مهاراتها، وتصف علاقتهما والمنافسة للظهور مع نجم رياضي.

## ملخص الحبكة
تُحاول جوزي مرارًا وتكرارًا إثارة إعجاب إيثان لانكستر والذي هي معجبة به دون نجاح يذكر، حتى أنها تعثرت في سلم كهربائي في المركز التجاري لمحاولة جذب انتباهه، بينما تبذل صديقتها المفضلة كامي كل ما في وسعها لتصبح الهداف الأعلى في فريق كرة السلة. يتم اختيارها للمشاركة في مظاهرة مع صديق المدربة القديمة ومعبودتها ريبيكا لوبو. تُوافق كامي على مساعدة جوزي في الحصول على عاطفة إيثان، بينما تُوافق جوزي على مساعدة كامي في كرة السلة. ومع ذلك، يبدأ إيثان في مغازلة كامي التي كانت أيضًا معجبة به سرًا ولا يمكنها مقاومة المغازلة، على الرغم من أنها تعلم أنها صديقة سيئة لجوزي. تكتشف جوزي علاقة كامي وإيثان وتسعى للانتقام بإخبار إيثان أن كامي تعاني من هوس السرقة. تتشاجر الفتيات وتبدأ جوزي في التسكع مع شريكها المزعج في مشروع معرض العلوم، فريدريك فاين الذي تجده جوزي صديقًا جيدًا بالفعل. تصادق كامي شريكتها في مشروع العلوم الوهمية كارولين. لاحقًا، تكشفت إيريكا جرين المتعجرفة صديقة كامي وأسوأ أعداء جوزي آشلي هولت، أن إيثان كان يهتم بكامي فقط لإثارة غيرة آشلي. كانت آشلي قد انفصلت مؤخرًا عن إيثان، لكنهما قد عادا معًا الآن.
في رحلة برية لحضور مباراة كرة سلة وتظاهرة لريبيكا لوبو، تقطعت السبل بجوزي وكامي في محطة وقود نتيجة لخدعة سيئة قامت بها آشلي. أثناء وجودهما في محطة الوقود تعتذر كامي وجوزي لبعضهما البعض وتصبحان أصدقاء مرة أخرى. دانيال ديكسون، أحد أصدقاء فريدريك الذي أعجبت به جوزي على الفور، يصطحبهم أخيرًا ويأخذهم إلى اللعبة في الوقت المناسب. ينتهي الأمر بسعادة، حيث يتم اختيار كامي للعب مع ريبيكا لوبو وجوزي ودانيال يعجب ببعضهما البعض.

## الشخصيات
- جوزي كارواي - جوزي طالبة في المدرسة الثانوية موهوبة في كرة السلة ويقال إنها الأولى في جميع فصول. إنها طويلة وشعرها بني طويل وكامي أفضل صديق لها.
- كامي - كامي طالبة في المدرسة الثانوية واسمها الحقيقي كاميلا. جوزي هي صديقتها المفضلة، وكلاهما معجب بإيثان لانكستر. يقال إن كامي لديها غرفة أنيقة ومرتبة للغاية وتحب الحفاظ على نظافة الأشياء وتحب إعداد القوائم وتعشق ريبيكا لوبو أيضا.
- اشلي هولت - أشلي هي ألد أعداء جوزي وكامي. إنها مشهورة ويقال إنها جميلة جدًا.
- إيثان لانكستر - فتى وسيم للغاية ذو شعر داكن مموج تعجب به كل من جوزي وكامي في معظم الرواية. صديقته السابقة هي اشلي هولت.
- فريدريك فاين - فريدريك الملقب "بالأنين" بسبب شكاواه المتكررة، هو شريك جوزي في المشروع العلمي. يلعب الشطرنج.
- كارولين - كارولين هي شريكة مشروع كامي العلمي. يُنظر إليها على أنها موهومة وتريد أن تصبح طبيبة نفسية للحيوانات الأليفة عندما تكبر.
- دانيال ديكسون - المعروف باسم "دانيال قاتل الفارس" لرفاقه في الشطرنج ويوصف دانيال بأنه يمتلك شعر صبي راكب الأمواج. إنه لاعب شطرنج جيد للغاية ويقول إن سره هو أنه لا ينتقم أبدًا من أي شخص.
- إيريكا جرين - إيريكا هي أفضل صديقة/صديقة لآشلي.
- كريستين وسادي وجاك كارواي - كريستين وسادي وجاك هم أشقاء جوزي الأصغر. كريستين في الحادية عشرة من عمرها، وسادي في التاسعة من عمرها، وجاك الأصغر في الخامسة من عمره.
- كيفن - كيفن هو الأخ الأكبر لكامي.

## ضيف شرف
تتمتع ريبيكا لوبو بمظهر رائع في هذه الرواية.

## رد فعل حاسم
أشادت مراجعات كيركس "بصوتها الكوميدي الواضح والبارع" بينما اشتكت من أن السرد فشل في التمييز بين أصوات الشخصيتين. وصفتها سكول لايبراري جورنا بأنها "قصة ممتعة وواقعية ومؤثرة في بعض الأحيان". قالت بوكليست إنها "ترفيه خفيف، قصير في التوصيف ولكنه مليء بعدد لا يحصى من اللحظات المحرجة في الرومانسية" و"سوف يرضي فتيات المدارس المتوسطة. أوصت به اتصال وسائط المكتبة ككتاب للفتيات المهتمات بالرياضة.

## تفاصيل الشر
- 2004، الولايات المتحدة الأمريكية، ووكر للنشر ،(ردمك 0-8027-8927-7) ,(ردمك 978-0-8027-8927-3) (غلاف فني)